# Cinabra kitalei
Cinabra kitalei är en fjärilsart som beskrevs av Eugène Louis Bouvier 1930. Cinabra kitalei ingår i släktet Cinabra och familjen påfågelsspinnare. Inga underarter finns listade i Catalogue of Life.